# Земли поселений
Земли поселений — земли, расположенные, как правило, в городской черте или в границах иных населённых пунктов, используемые и предназначенные для застройки и развития городских и сельских поселений и отделённые от других категорий земель.
В соответствии с градостроительным регламентом, в составе земель поселений могут быть выделены следующие территориальные зоны: жилая, общественно-деловая, производственная, инженерной и транспортной инфраструктур, рекреационная, сельскохозяйственного использования, специального назначения и другие.
Межселенная территория — территория, находящаяся вне границ поселений.